# Космически туризъм
Космическият туризъм е пътуване до космоса с цел отдих, развлечение или работа. През последните години различни фирми се опитват да развият този отрасъл. Само Федералната космическа агенция е успяла да предостави транспорт за космически туризъм. Цената за полет в космоса с ФКА е между 20 и 35 милиона долара чрез фирмата Спейс Адвенчърс — единствената фирма в света чрез която може да се закупи полет до космоса. Първият космически турист полетял в космоса е Денис Тито.
| Име               | Народност             | Година | Продължителност на полета            | Полет                                       | Цена (USD)  |
| ----------------- | --------------------- | ------ | ------------------------------------ | ------------------------------------------- | ----------- |
| 1. Денис Тито     | Американец            | 2001   | 8 дни (28 април – 6 май)             | Излитане: Soyuz TM-32 Кацане: Soyuz TM-31   | $20 милиона |
| 2. Марк Шатълуърт | Южноафриканец         | 2002   | 11 дни (25 април – 5 май)            | Излитане: Soyuz TM-34 Кацане: Soyuz TM-33   | $20 милиона |
| 3. Грегъри Олсен  | Американец            | 2005   | 11 дни (1 октомври – 11 октомври)    | Излитане: Soyuz TMA-7 Кацане: Soyuz TMA-6   | $20 милиона |
| 4. Ануше Ансари   | Иранка / Американка   | 2006   | 12 дни (18 септември – 29 септември) | Излитане: Soyuz TMA-9 Кацане: Soyuz TMA-8   | $20 милиона |
| 5. Чарлс Симони   | Унгарец / Американец  | 2007   | 15 дни (7 април – 21 април)          | Излитане: Soyuz TMA-10 Кацане: Soyuz TMA-9  | $25 милиона |
| 5. Чарлс Симони   | Унгарец / Американец  | 2009   | 14 дни (26 март – 8 април)           | Излитане: Soyuz TMA-14 Кацане: Soyuz TMA-13 | $35 милиона |
| 6. Ричард Гериът  | Американец / Британец | 2008   | 12 дни (12 октомври – 23 октомври)   | Излитане: Soyuz TMA-13 Кацане: Soyuz TMA-12 | $30 милиона |
| 7. Ги Лалиберте   | Канадец               | 2009   | 11 дни (30 септември – 11 октомври)  | Излитане: Soyuz TMA-16 Кацане: Soyuz TMA-14 | $35 милиона |